# 初香山
初香山（？年—？年）。山東省萊陽縣人。民國37年（1948年）在山東省第四選區當選第一屆立法委員。

## 生平
- 第十二戰區長官部隨軍工作隊第二隊隊長[2]
- 三青團綏遠支團部組長、歸綏《每月文藝》月刊社編輯[3]
- 三青團中央直屬青島分團幹事兼主任[4]
- 中國童子軍總會青島市支會理事曾當然理事兼常務理事[5]
- 中國國民黨青島市黨部副主委[6]
- 民國37年，當選立法委員，曾出席第一屆立法院第一會期；1951年，以奉通緝在案，註銷名籍[7]
- 中國國民黨革命委員會萊陽支部黨員
- 1949年9月19日，發表「原國民黨立法委員脫離國民黨反動派宣言」；1957年5月，整風運動中，初香山等在參加的座談會上提出了一些意見和建議，被定性為「攻擊黨」、「反社會主義」，受到批判；1985年，煙臺民革改正其錯劃右派，並按原國民黨軍政人員起義投誠落實政策[8]